# الدوري الأدرياتيكي للسيدات
الدوري الأدرياتيكي للسيدات (بالإنجليزية: Adriatic League) هو دوري كرة سلة إقليمي للسيدات تأسس في سنة 2001. تلعب فيه 10 فرق من سلوفينيا، صربيا، الجبل الأسود، جمهورية مقدونيا، بلغاريا والبوسنة والهرسك. يعتبر نادي شيبينيك لكرة السلة للسيدات هو الأكثر فوزا به وذلك برصيد 5 ألقاب.

## وصلات خارجية
- الموقع الرسمي